# Fundacja Gajusz
Fundacja Gajusz – organizacja pożytku publicznego powstała 20 lutego 1998 roku z inicjatywy Tisy Żawrockiej. Pomaga dzieciom przewlekle i nieuleczalnie chorym, oraz ich rodzinom. Siedziba mieści się w Łodzi. Zakres działalności fundacji obejmuje cały region łódzki.

## Działalność
Głównym celem działalności fundacji jest pomoc przewlekle i nieuleczalnie chorym dzieciom.

### Opieka nad dziećmi chorymi onkologicznie
Fundacja współpracuje z oddziałem onkohematologii szpitala przy ulicy Spornej w Łodzi;
- pomoc psychologiczna,

- arteterapia,

- pomoc socjalna dla pacjentów.

### Opieka paliatywna na dziećmi

#### Hospicjum Domowe dla Dzieci
Fundacja Gajusz jest organem założycielskim Hospicjum Domowego dla Dzieci Ziemi Łódzkiej. Hospicjum powstało 4 stycznia 2005 roku. Zespół Hospicjum opiekuje się około trzydzieściorgiem nieuleczalnie chorych dzieci, zapewniając im opiekę w ich domach. W skład zespołu wchodzi:
- 12 lekarzy i 10 pielęgniarek,
- 3 psychologów,
- 3 fizjoterapeutów,
- ksiądz,
- pracownik socjalny,

wspierani przez wolontariuszy.
Ośrodek należy do Niepublicznego Zakładu Opieki Zdrowotnej. Usługi medyczne i opieka socjalna świadczone są bezpłatnie w oparciu o umowę z NFZ oraz wpłaty sponsorów, osób prywatnych.

#### Pracownia Pediatrycznej Opieki Paliatywnej
W 2009 roku Hospicjum nawiązało współpracę z Uniwersytetem Medycznym w Łodzi. Jest to pierwsza w Polsce pracownia, gdzie partnerami są instytucja państwowa i Niepubliczny Zakład Opieki Zdrowotnej. W planach jest przygotowanie podręczników i artykułów naukowych o opiece paliatywnej nad dziećmi oraz kształcenie studentów i lekarzy.

#### Stacjonarne Hospicjum dla Dzieci
2 października 2013 Fundacja otworzyła Pałac – Hospicjum Stacjonarne dla Dzieci. Mieści się ono w budynku przy ul. J.Dąbrowskiego w Łodzi, przekazanym Fundacji przez władze miasta w 2010 i wyremontowanym przez Fundację kosztem 4 mln zł, pochodzących w całości z datków i darów osób prywatnych i firm. Fundacja nazywa hospicjum Pałacem, zaś jego małych pacjentów Księżniczkami i Książętami. W Pałacu może przebywać 11 dzieci.

#### Hospicjum perinatalne
W 2014 Fundacja uruchomiła Hospicjum Perinatalne działające przy Hospicjum Domowym. Opiekuje się ono rodzinami, u których w trakcie ciąży wykryto wadę letalną płodu, czyli wadę uniemożliwiającą przeżycie dziecka (co oznacza śmierć dziecka jeszcze przed lub wkrótce po urodzeniu). Rodzinom takim hospicjum perinatalne oferuje bezpłatnie konsultacje lekarzy (genetyka, ginekologa-położnika i pediatry), wsparcie w przygotowaniu domu do opieki nad chorym noworodkiem, a także profesjonalną pomoc psychologiczną i wsparcie duchowe w ciąży i podczas opieki nad dzieckiem.

### Fundacja Pomoc
W 2014 roku przy ulicy Dąbrowskiego 87 w Łodzi rozpoczęło działalność Centrum Medyczne PoMoc. Oferuje ono konsultacje lekarzy specjalistów pediatrów, hematologów dziecięcych, neurologa dziecięcego, ginekologa, genetyka klinicznego i urologów. W Centrum wykonywane jest USG ginekologiczne i urologiczne oraz USG ciąży (w tym USG genetyczne płodu). Na miejscu pobierane są również badania laboratoryjne. Dodatkowo oferowane są usługi gabinetu masażu. Cały zysk z działalności Centrum przekazywany jest na potrzeby hospicjów dziecięcych prowadzonych przez Fundację Gajusz.

### Ośrodek preadopcyjny
Od 2016 fundacja Gajusz prowadzi na zlecenie zarządu województwa łódzkiego Interwencyjny Ośrodek Preadopcyjny „Tuli-Luli”. Ośrodek przeznaczony jest dla dzieci do pierwszego roku życia, które wymagają specjalistycznej opieki i nie mogą, w czasie oczekiwania na adopcję, być umieszczone w rodzinie zastępczej.
Powstał jako pierwsza tego rodzaju placówka w regionie łódzkim i trzecia w kraju. Zapewnia podopiecznym wielospecjalistyczną pomoc terapeutyczną, pedagogiczną, psychologiczną oraz rehabilitację.

### Centrum Terapii i Pomocy Dziecku i Jego Rodzinie
W 2018 przy ulicy Piotrkowskiej 17 w Łodzi otwarto Centrum Terapii i Pomocy Dziecku i Jego Rodzinie "Cukinia". Powstało dzięki fundacji "Gajusz", fundacji "Zielone Wzgórze" i łódzkiemu oddziałowi Stowarzyszenia Zastępczego Rodzicielstwa. Oferuje pomoc psychologiczną i terapeutyczną dzieciom, które doświadczyły tragicznych przeżyć, oraz ich rodzinom, zarówno biologicznym i adopcyjnym.

### Edukacja
- edukacja społeczna (wydarzenia, Wolontariat Gajusza);
- edukacja w procesie terapeutycznym dziecka i jego opiekunów;
- edukacja służby zdrowia (np. projekt Wiedza To Lepsze Leczenie);

### Pomoc zagraniczna

#### 2008
Fundacja pomaga również w założeniu hospicjum dla dzieci w Erywaniu – w tym celu dwoje wolontariuszy spędziło lato 2008 roku w Armenii pomagając tworzyć struktury wolontariackie a do Łodzi przyjechało stamtąd kilkoro lekarzy i pielęgniarka aby szkolić się z zakresu medycyny paliatywnej. Program ten finansowany był ze środków Ministerstwa Spraw Zagranicznych Polska Pomoc Zagraniczna 2008. Wynikiem współpracy jest powstanie armeńskiego Stowarzyszenia Gayush do Opieki Domowej nad Ciężko Chorymi Dziećmi. Stowarzyszenie pomaga dzieciom z porażeniem mózgowym, rdzeniowym zanikiem mięśni, wrodzoną łamliwością kości i encefalopatią.

#### 2009
Projekt Barwniej – program budowy postaw obywatelskich poprzez wolontariat współfinansowany przez MSZ RP w ramach programu Polska Pomoc 2009. Sfinansowano remont świetlicy na oddziale hematologicznym oraz łazienki na oddziale alergologicznym szpitala Centrum Matki i Dziecka w Kiszyniowie. W szkoleniu dla wolontariuszy wzięło udział 10 osób. Po warsztatach jeszcze przez dwa tygodnie polscy wolontariusze z mołdawskimi kolegami pracowali z dziećmi w nowo otwartej świetlicy.

### Inne formy działalności
- Pomaga dzieciom – ofiarom wypadków komunikacyjnych (Program Pomocy Prawnej[19]).
- Prowadziła także program, którego celem jest powrót kobiet po śmierci bliskiej osoby do satysfakcjonującego życia społecznego i zawodowego.

## Wolontariat GAJUSZA
Niemal od początku istnienia fundacja współpracuje z wolontariuszami, którzy działają w czterech grupach:
- wolontariusze akcyjni (oferują swoją pomoc w siedzibie fundacji oraz podczas imprez charytatywnych),
- wolontariusze oddziałowi (oferują swoją niemedyczną pomoc na oddziale onkohematologii w szpitalu przy ul. Spornej w Łodzi),
- wolontariusze hospicyjni (oferują swoją niemedyczną pomoc w domach pacjentów Hospicjum Domowego dla Dzieci Ziemi Łódzkiej),
- fundraiserzy (zajmują się fundraisingiem, tj. zdobywaniem od osób prywatnych i od przedsiębiorstw funduszy dla fundacji).

## Wydarzenia
Od kilku lat Fundacja GAJUSZ bierze udział w akcji "Hospicjum to też życie" organizowanej przez Fundację Hospicyjną. Poza tym organizowała różnorodne imprezy m.in. koncerty z udziałem Urszuli Dudziak, Artura Rojka czy Krzysztofa Krawczyka, wystawy fotograficzne, aukcje dzieł sztuki, pokaz mody oraz happeningi. 12 grudnia 2009 roku w solowym koncercie charytatywnym na rzecz podopiecznych Hospicjum Domowego dla Dzieci Ziemi Łódzkiej wystąpił Leszek Możdżer.

### Kalendarium
- 20 lutego 1998 roku – Tisa Żawrocka-Kwiatkowska zakłada fundację.
- początki 2003 roku – fundacja przenosi się z piwnicy przy ul. Anstadta do 4-pokojowego lokalu przy ul. Piotrkowskiej 17.
- 2 stycznia 2005 roku – powstaje NZOZ GAJUSZ – Hospicjum Domowe dla Dzieci Ziemi Łódzkiej.
- 8 października 2005 roku – pierwszy wielki koncert GAJUSZA – Krzysztof Krawczyk w Teatrze Wielkim w Łodzi.
- 28 marca 2007 roku – fundacja otrzymuje odznakę Za Zasługi dla Miasta Łodzi.
- 9 lutego 2008 roku – Tisa Żawrocka-Kwiatkowska zostaje odznaczona Orderem Uśmiechu.
- 31 maja 2008 roku – bal z okazji 10-lecia Fundacji GAJUSZ w pałacu I. Poznańskiego.
- 24 kwietnia 2009 roku – dr Małgorzata Stolarska zostaje odznaczona Orderem Uśmiechu.
- lipiec 2009 roku – wydany zostaje pierwszy numer kwartalnika fundacji – Cztery Pory Roku GAJUSZA.
- 3 sierpnia 2009 roku – powstaje nowa strona internetowa fundacji.
- październik 2009 roku – rozpoczynają się zajęcia na Uniwersytecie Medycznym w Łodzi prowadzone przez Pracownię Pediatrycznej Opieki Paliatywnej.
- 12 grudnia 2009 roku – Leszek Możdżer gra dla pacjentów Hospicjum Domowego dla Dzieci Ziemi Łódzkiej.
- 25 marca 2010 roku – fundacja publikuje raport z wydatkowania 1% podatku za rok ubiegły.
- 8 lipca 2010 roku – zapadła decyzja władz Łodzi o przekazaniu Fundacji GAJUSZ nieruchomości (ul. Dąbrowskiego 87) na nową siedzibę.
- W 2011 roku rozpoczyna się budowa Domu dla nieuleczalnie chorych i opuszczonych dzieci.
- W 2013 roku powstaje Pałac – Stacjonarne Hospicjum dla Dzieci oraz Centrum Medyczne Gajusz: Hospicjum Perinatalne, Pediatria, Neurologia oraz Ginekologia.
- W 2014 roku swoją działalność rozpoczyna Hospicjum Perinatalne[20].
- Od 2016 fundacja prowadzi Interwencyjny Ośrodek Preadopcyjny „Tuli-Luli”.
- W 2018 oficjalnie rozpoczęło działalność Centrum Terapii i Pomocy Dziecku i Jego Rodzinie "Cukinia".

## Wyróżnienia

### Order Uśmiechu
9 lutego 2008 roku prezes fundacji – Tisa Żawrocka została odznaczona Orderem Uśmiechu.
23 kwietnia 2009 roku Orderem Uśmiechu odznaczona została dr n. med. Małgorzata Stolarska – specjalista chorób dzieci; specjalista onkologii i hematologii dziecięcej, dyrektor ds. medycznych Hospicjum, pracownik naukowy Uniwersytetu Medycznego w Łodzi oraz ordynator oddziału onkohematologii Uniwersyteckiego Szpitala nr 4 przy ul. Spornej w Łodzi.

### Inne wyróżnienia
- 27 maja 2008 roku – wygrana kampanii reklamowej 1% w kategorii prasa lokalna – konkurs Newsweeka Sto procent z 1%
- luty 2008 roku – nominacja Tisy Żawrockiej do tytułu Łodzianin Roku 2008
- 13 listopada 2007 roku – Małgorzata Stolarska otrzymała odznakę Zasłużony dla Miasta Łodzi
- 28 marca 2007 roku – Fundacja GAJUSZ otrzymała odznakę Za Zasługi dla Miasta Łodzi
- 20 maja 2005 roku – Tisa Żawrocka znalazła się wśród piętnastu najpopularniejszych łodzian; plebiscyt Gazety Wyborczej 15 na 15
- 15 października 2022 – nagroda Totus Tuus[24]
- 27 października 2023 – Medal „Serce Ziemi”[25]